# Aphis
Rệp muội hay rệp muội lạc (Danh pháp khoa học: Aphis) là một chi côn trùng trong họ rệp muội hay rệp vừng Aphididae với khoảng 400 loài rệp muội Đa số các loài này là côn trùng gây hại, đặc biệt là gây hại trên đậu

## Các loài
Một số loài có thể kể đến như:
- Aphis affinis
- Aphis craccae
- Aphis craccivora
- Aphis fabae
- Aphis gossypii
- Aphis glycines
- Aphis helianthi
- Aphis nerii
- Aphis pomi
- Aphis rubicola
- Aphis spiraecola
- Aphis valerianae

## Hình ảnh

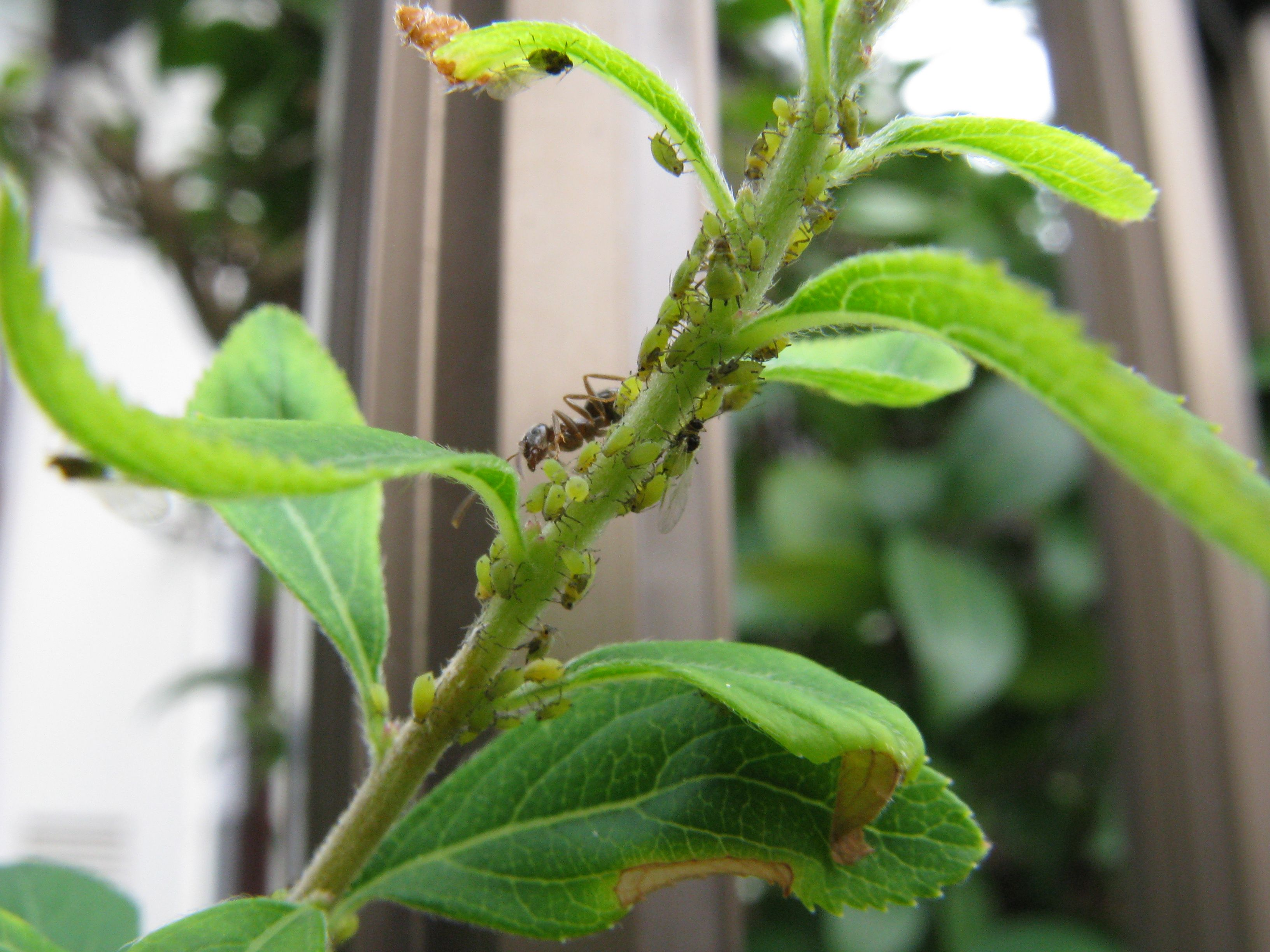
Aphis citricola
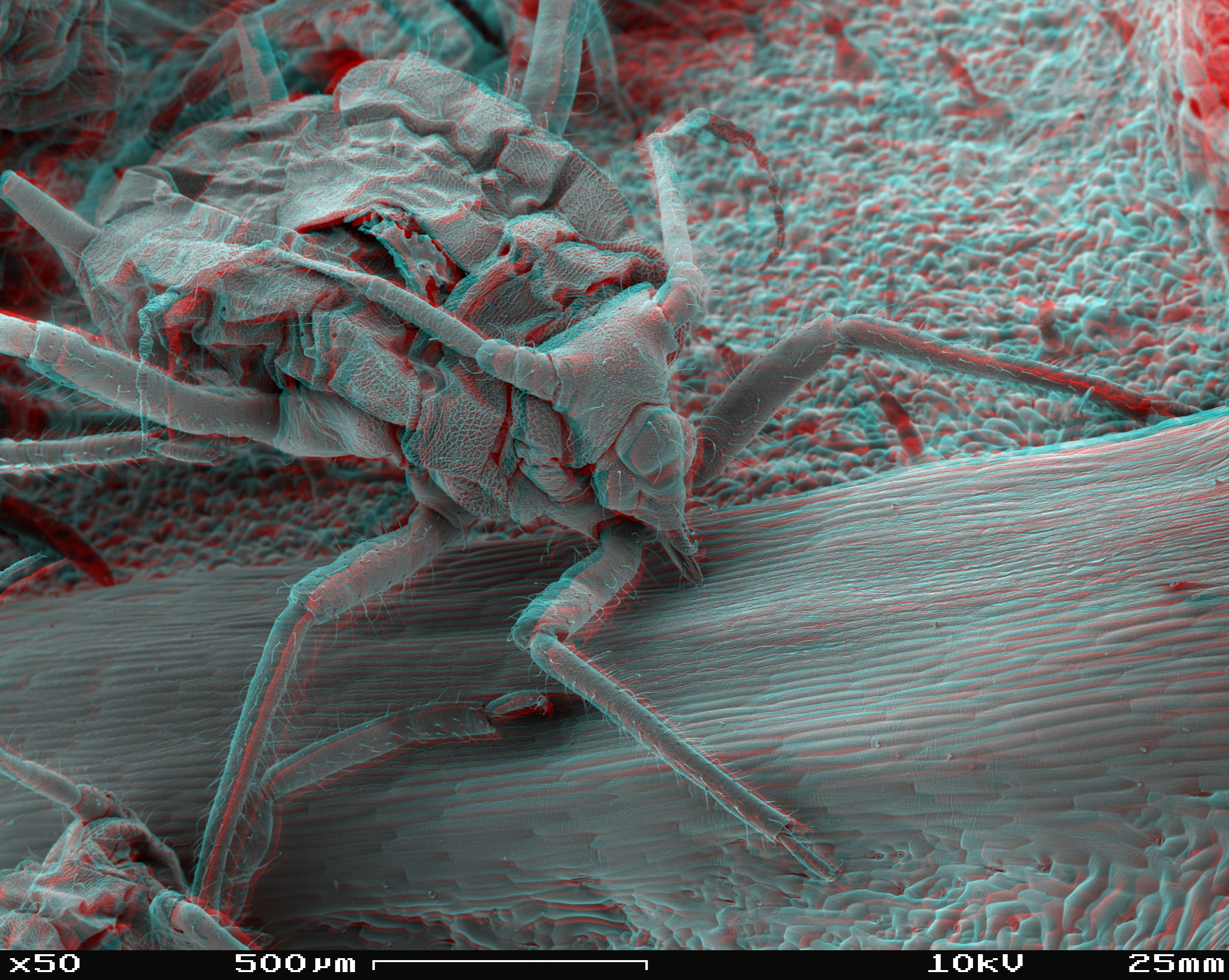
Aphis fabae
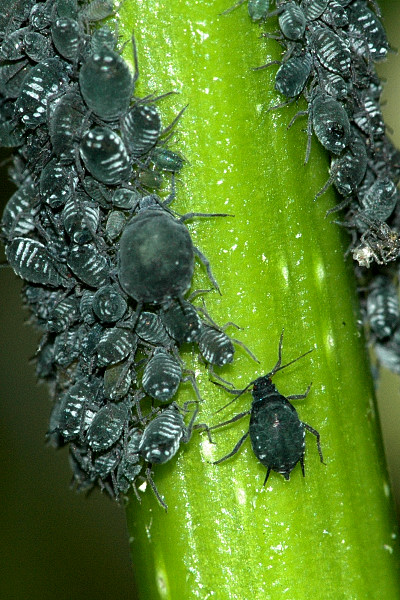
Aphis sambuci
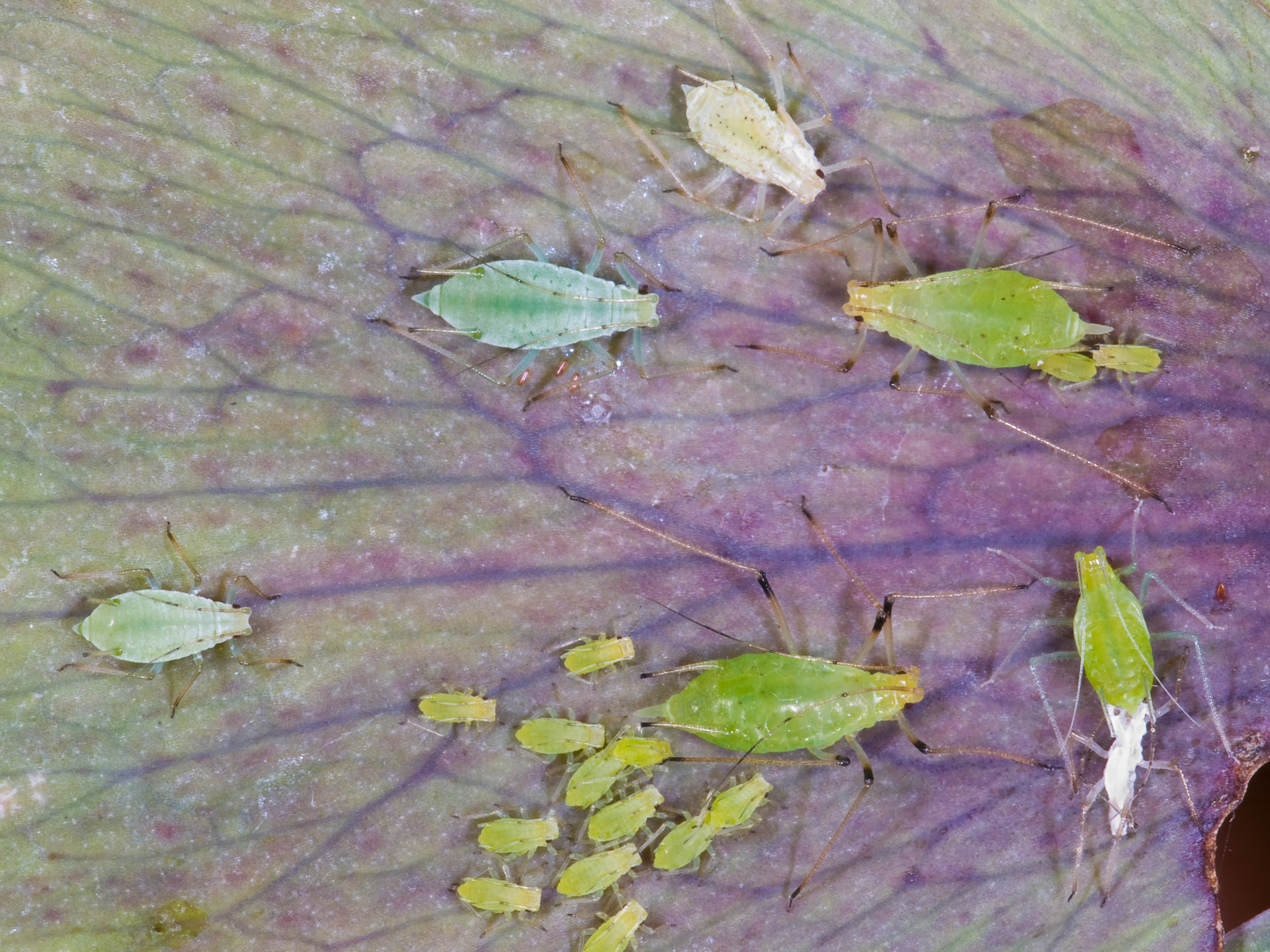
Aphis sp. on Helleborus niger
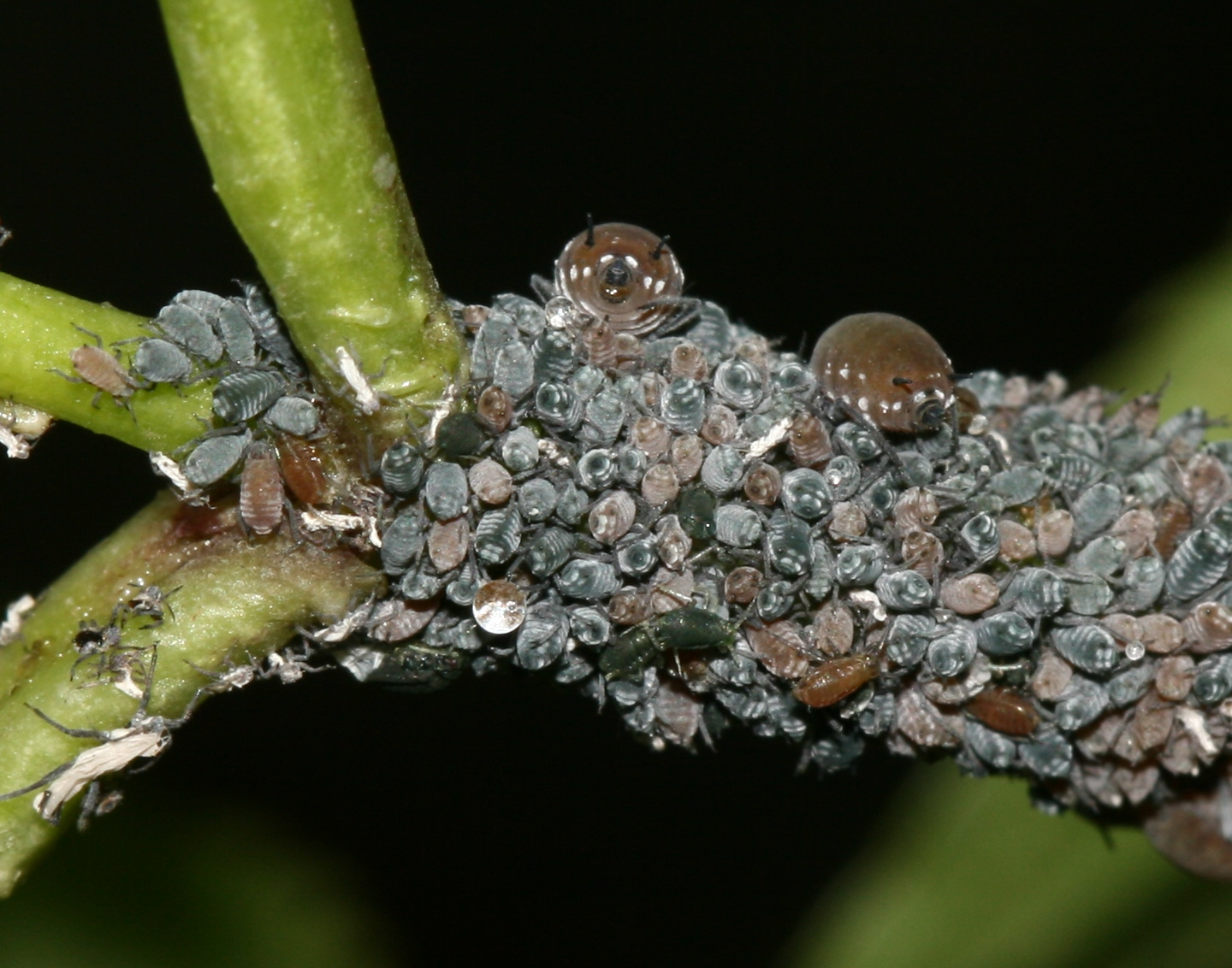
Aphis sambuci